# Best of (album de Vanilla Ninja)
Pour les articles homonymes, voir Best of.
Albums de Vanilla Ninja
Blue Tattoo Love Is War
Best of est la première compilation de Vanilla Ninja. Cet album est un peu particulier. À ce stade, une compilation peut sembler prématurée ; de plus, elle ne comporte que des titres issus de Traces of Sadness et Blue Tattoo. En fait, l’album est sorti après que Vanilla Ninja ait quitté David Brandes et Bros Music, et sans l’accord du groupe, si bien que Piret Järvis, s’exprimant au nom de Vanilla Ninja, a demandé aux fans de n’acheter ni cet album, ni le single "Megamix" qui en est extrait. Le reniement de cet album a été amplement relayé, ce qui explique peut-être ses faibles résultats. Certains sites de fans ont suivi cette position au point de ne mentionner ni l’album, ni le single dans leurs discographie du groupe.

## Liste des titres
1. "Tough Enough" — 3:22
2. "Don't Go Too Fast" — 3:11
3. "When The Indians Cry" — 3:31
4. "Blue Tattoo" — 4:08
5. "Cool Vibes" — 4:05
6. "My Puzzle of Dreams" — 3:22
7. "Never Gotta Know" — 3:15
8. "Traces of Sadness" — 3:21
9. "Liar" — 3:36
10. "Don't You Realize" — 3:49
11. "I Know" — 3:17
12. "Corner of My Mind" — 3:37
13. "Destroyed by You" — 3:51
14. "Tough Enough" (Extended version) — 6:24
15. "Blue Tattoo" (Extended version) — 9:20
16. "The Megamix" (Extended version) — 6:29

## Résultats
- n°70 (Suisse)

## Singletiré de l’album

### Megamix
- Label : Bros
- Sortie : 25 novembre 2005
- Liste des morceaux :

1. "Megamix" (Radio edit)
2. "Megamix" (Extended version)

- Bonus : "Megamix" (vidéo)
- classements : n°66 (Suisse), n°79 (Allemagne)